# えーかげんにせえ!ホントにねぇ!
『えーかげんにせえ!ホントにねぇ!』 は、毎日放送（MBS）で1989年10月17日から1990年3月27日まで放送された関西ローカルのバラエティ番組。

## 概要
笑福亭鶴瓶をパーソナリティーに、かつて放送されていた「サンデー・フレッシュわいのわいの90!!」と「突然ガバチョ!」のテイストを流用した番組だった。コーナーも観客が親に感謝の言葉を読み上げる「感謝のコーナー」などを取り上げていた。また、観客にはハヤシライスを振舞っていた。

## 雑記
- 「鶴瓶上岡パペポTV」(読売テレビ）の企画で1989年や1992年に行われた大阪城ホール・日本武道館でのトークイベントのラストに、この番組のタイトルと同じ言葉を観客と一緒にコールするという形で締めくくられていた。[2]
- 「突然ガバチョ!」など、鶴瓶は毎日放送でも多数の番組に出演していたが、当番組終了後、1999年に「MBSヤングタウン」に復帰するまでの間、10年近く出演する事がなかった。その後、角淳一との共演をきっかけに再び出演するようになった。